# Coordenadas elípticas

Sistema de coordenadas elípticas.

Las coordenadas elípticas son un sistema bidimensional de coordenadas curvilíneas ortogonales en los que las líneas coordenadas son elipses confocales e hipérbolas. Los dos focos {\displaystyle F_{1}} y {\displaystyle F_{2}} están generalmente fijos en las posiciones {\displaystyle x=-a} y
{\displaystyle x=+a}, respectivamente, sobre el eje {\displaystyle OX} de un sistema cartesiano cuyos ejes son ejes de simetría de las líneas coordenadas hiperbólicas y elípticas.
Las coordenadas elípticas cilíndricas son un sistema tridimensional obtenido haciendo rotar el sistema anterior alrededor del eje de focos y añadiendo una coordenada angular polar adicional.

## Relación con Coordenadas Cartesianas
Para un espacio lR2

La transformación a coordenadas elípticas es un cambio en lR2 que viene dado por (x,y) = Φ (r,φ) donde:

Φ: lR2 → lR2

(r,φ) → Φ (r,φ) = (ar cosφ, br sinφ)

donde a y b son constantes. Entonces:

x = a r cosφ

y = b r sinφ

Se puede apreciar que la transformación a elípticas no es más que la composición una transformación a polares seguida de una dilatación por un factor a según el eje x y por un factor b según el eje y. Por ello, es inyectiva en el mismo conjunto que la transformación a polares, es decir, en (0,∞) x [0,2π)

El jacobiano de la transformación es:

J Φ (r,φ) = abr

dA = J Φ (r,φ) dr dφ = abr dr dφ
En un espacio lR3

Se define el sistema de coordenadas elipsoidales (x,y,z) = Φ (r,θ,φ) mediante las siguientes coordenadas de transformación:

x = a r sinφ cosθ

y = b r sinφ sinθ

z = c r cosφ

El volumen de un elemento en coordenadas elipsoidales equivale al producto del jacobiano de la transformación, multiplicado por los tres diferenciales, y el Jacobiano es la fracción de las derivadas parciales de las coordenadas cartesianas por las derivadas parciales de las coordenadas elípticas, por lo que:

J Φ (r,φ,θ) = d(x,y,x)/d(r,φ,θ) = abc r2 cos2φsinφ + abc r2 sin3φ = abc r2 sinφ(cos2φ + sin2φ) = abc r2 sinφ

Por lo tanto:

dV = J Φ (r,φ,θ) = abc r2 sinφ dr dφ dθ

## Definición
La definición más común de las coordenadas elípticas bidimensionales {\displaystyle (\mu ,\nu )} es:

{\displaystyle {\begin{cases}x=a\ \cosh \mu \ \cos \nu \\y=a\ \sinh \mu \ \sin \nu \end{cases}}}

Donde:
{\displaystyle \mu \,} es un número real no negativo y
{\displaystyle \nu \in [0,2\pi )\,}.
En el plano complejo, existe una relación equivalente dada por:

{\displaystyle x+iy=a\ \cosh(\mu +i\nu )}

Estas definiciones corresponde a elipses e hipérbolas. La identidad trigonométrica:

{\displaystyle {\frac {x^{2}}{a^{2}\cosh ^{2}\mu }}+{\frac {y^{2}}{a^{2}\sinh ^{2}\mu }}=\cos ^{2}\nu +\sin ^{2}\nu =1}

muestra que las curvas con {\displaystyle \mu \,} constante son elipses, mientras que la identidad trigonométrica hiperbólica:

{\displaystyle {\frac {x^{2}}{a^{2}\cos ^{2}\nu }}-{\frac {y^{2}}{a^{2}\sin ^{2}\nu }}=\cosh ^{2}\mu -\sinh ^{2}\mu =1}

muestra que las curvas con {\displaystyle \nu \,} constante son hipérbolas.

## Aplicaciones
Las aplicaciones clásicas de las coordenadas elípticas son resolución de ecuaciones en derivadas parciales como la ecuación de Laplace o la ecuación de Helmholtz, para las que las coordenadas elípticas admiten separación de variables. Un ejemplo típico es la carga eléctrica que rodea a un conductor plano de anchura 2a. O el campo de dos cargas eléctricas puntuales del mismo signo a una distancia 2a.